# Poletíme?
Poletíme? je česká folk punková kapela, kterou založil v roce 2007 brněnský výtvarník a písničkář Rudolf Brančovský. Hudba je založená hlavně na zvuku banja, které bylo pro písničky Rudolfa Brančovského novinkou. Netají inspiraci kapelou Buty, Trabandem či Ivanem Mládkem. Svůj styl označovali slovy „original banjo punk future jazz band“ a "turbošanson" (tak se jmenuje i jedno z alb kapely).

## Historie
Rudolf Brančovský tři ze svých budoucích spoluhráčů (Ondřeje a Jáchyma Hájkovy a Vojtěcha Konečného) potkal v evangelickém sboru v Brně-Husovicích, kde měla potom několik let kapela zkušebnu. Kapela měla první zkoušku takto ve čtyřech 11. března 2007. Ve čtyřech také poprvé vystoupila (již pod svým jménem), a to na večeru Davida Vávry v brněnském klubu Desert 5. dubna 2007. (S Vávrou poté kapela vystoupila několikrát, např. v roce 2009 a v roce 2010 se zúčastnil uvedení alba Skupina dobře vypadajících mužů.) První koncert v kompletním složení s Honzou Beranem a Petrem Cíglem se odehrál 5. května 2007 na festivalu v Janově. 20. června byl první větší koncert v Brně. V únoru 2008 nahradil Petra Cígla bubeník Daniel Kačer Černý. Pět let existence kapela oslavila koncertem 5. prosince 2012 v brněnském klubu Metro a v lednu 2013 v Malostranské besedě v Praze. Do skupiny přišel saxofonista Pavel Križovenský. V červnu 2013 vystřídal na pozici bubeníka Daniela Černého Michal Jež, který již předtím za Černého několikrát zaskakoval. Od roku 2013 Brančovský také několikrát paralelně vystupoval pouze s pianistou Ondřejem Hájkem pod jménem Zvrhlé duo. Někdy s nimi hrál i Pavel Križovenský na příčnou flétnu, v takovém případě vystupovali jako Zvrhlé duo +1.
Skupina vydala pět alb. Kromě toho také nahrála dva parodické videoklipy k aktuálním společenským kauzám: písničkou Klaus ukradl propisku reagovala na chilský incident Václava Klause, písnička Brněnský orloj je kritická k orloji na náměstí Svobody.

## Složení kapely
- Rudolf Brančovský – banjo, akustická kytara, zpěv, texty
- Vojtěch Konečný – housle, zpěv
- Jáchym Hájek – trubka, zpěv
- Ondřej Hájek – piano, zřídka i akordeon
- Pavel Křižovenský – saxofon, příčná flétna
- Vít Kraváček – basová kytara
- Josef Zámečník – banjo, akustická kytara
- Michal Jež – bicí

## Diskografie
- Jednoduché písničky o složitém životě (2008)
- Skupina dobře vypadajících mužů (2010)
- Kroskántry (2012)
- Turbošansón (2014)
- Chce to hit! (2018)
- Best of do gramofonu (2023) – živé 2CD
- Hvězdy těžký to maj (2024)

S písní „Drápy“ je kapela zastoupena na sampleru Bongo BonBoniéra (2010), s písní „Bubák“ na Bongo BomBarďák (2011).
V lednu 2023 vydali singl Můžeš mi říct, ke kterému vznikl i videoklip s Marií Ludvíkovou, Davidem Vávrou a Milanem Šteindlerem v hlavních rolích.